# François Joseph Fournier
Pour les articles homonymes, voir François Fournier et Fournier.
François Joseph Fournier (né à Clabecq, le 6 décembre 1857 et mort à Porquerolles, le 13 janvier 1935) est un aventurier, ingénieur et géologue belge qui, après avoir découvert le plus gros gisement d'or du Mexique, développa des entreprises et coopératives visant au développement local dans le sud de ce pays, puis à Porquerolles.

## Biographie
François Joseph Fournier naît le 6 décembre 1857 à Clabecq en Belgique dans une famille modeste. Ses parents sont bateliers et transportent le charbon de la vallée de la Sambre. Plus tard, son père sera gardien d'un pont tournant à Lier.
Il entre aux chemins de fer belges comme manœuvre. À 15 ans il est aide-chauffeur conduisant les locomotives dans la gare de triage.
À l'âge de 20 ans il part pour Paris où il exerce plusieurs métiers : livreur aux Halles, ouvrier dans une entreprise de mécanique, garçon de laboratoire au Museum d'histoire naturelle.
Le soir il suit comme auditeur libre les cours du conservatoire national des arts et métiers où il se lie d'amitié avec Louis Bourdon, fils de l'ingénieur Eugène Bourdon. Louis Bourdon le présente à son père qui, impressionné par le jeune Fournier, lui confie quelques responsabilités dans l'entreprise familiale.
Recommandé par la famille Bourdon, il part en 1883 au Canada sur le chantier du Canadian Pacific Railway. Une fois le chantier terminé il se rend à Panama pour travailler au creusement du canal. Victime de la fièvre jaune il quitte Panama et se rend à San Francisco où il arrive le 7 décembre 1887.
Il participe à la ruée vers l'or comme ouvrier. Rapidement sa compétence et les connaissances acquises au Museum, aux Arts et Métiers et à l'École des Mines d'Alès, lui ouvrent de plus hautes responsabilités.
Il est envoyé par sa compagnie au Mexique dans la région du Chiapas pour prospecter les bois précieux, le pétrole et l'or.

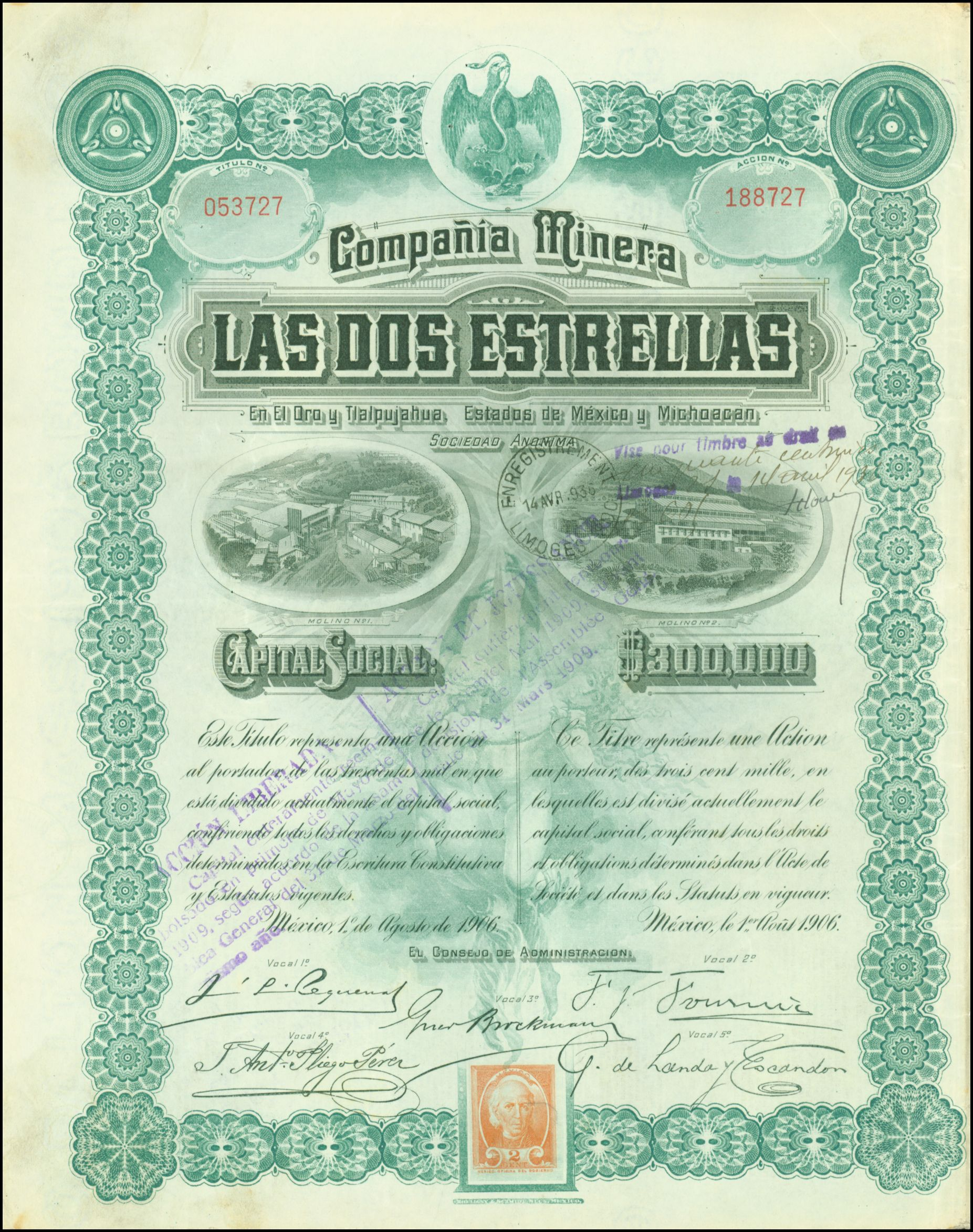
Action de la Comp. Minera Las Dos Estrellas en date du 1 août 1906, signé par François Joseph Fournier

Rapidement il se met à prospecter à son compte et fonde sa propre société : Las dos estrellas (« Les deux étoiles »).
Le 25 avril 1896 il épouse Claudine Marie Calvayrac à Mexico.
Le 30 mars 1901 il découvre une importante veine de quartz aurifère dans les montagnes de Tlalpujahua ce qui lui permet de faire fortune. Il ne se contente pas de l'exploitation minière et veut réaliser une entreprise agricole modèle dans la région du Tabasco : la Colonizadora.
N'ayant pas d'enfant, il divorce le 19 décembre 1906 et se remarie avec Mathilde Cruègne de laquelle il divorce le 29 août 1907.
Quittant un Mexique en crise, il rentre en Europe sans attache. Il arrive sur la côte d'Azur. Il épouse Sylvia Frances Antonia Johnston Lavis le 22 décembre 1911 à Paris 16e arrondissement.
Le 22 février 1912, lors d'une vente par adjudication, il achète l'île de Porquerolles pour la somme de un million et cent francs. Il obtient la nationalité française le 28 juin 1914. François Joseph Fournier met en valeur l'île de Porquerolles avec le modèle qu'il avait utilisé à la Colonizadora : développement des cultures viticole et fruitière, création d'une coopérative, mise en place d'une flottille de bateaux assurant la liaison avec la Tour Fondue sur la presqu'île de Giens.
Sept enfants naissent sur l'île : six filles, dont Lelia Hortense (16 décembre 1921) et un garçon Benedic François Joseph (27 mars 1917).
Il meurt brutalement à Porquerolles le 13 janvier 1935 âgé de 77 ans.

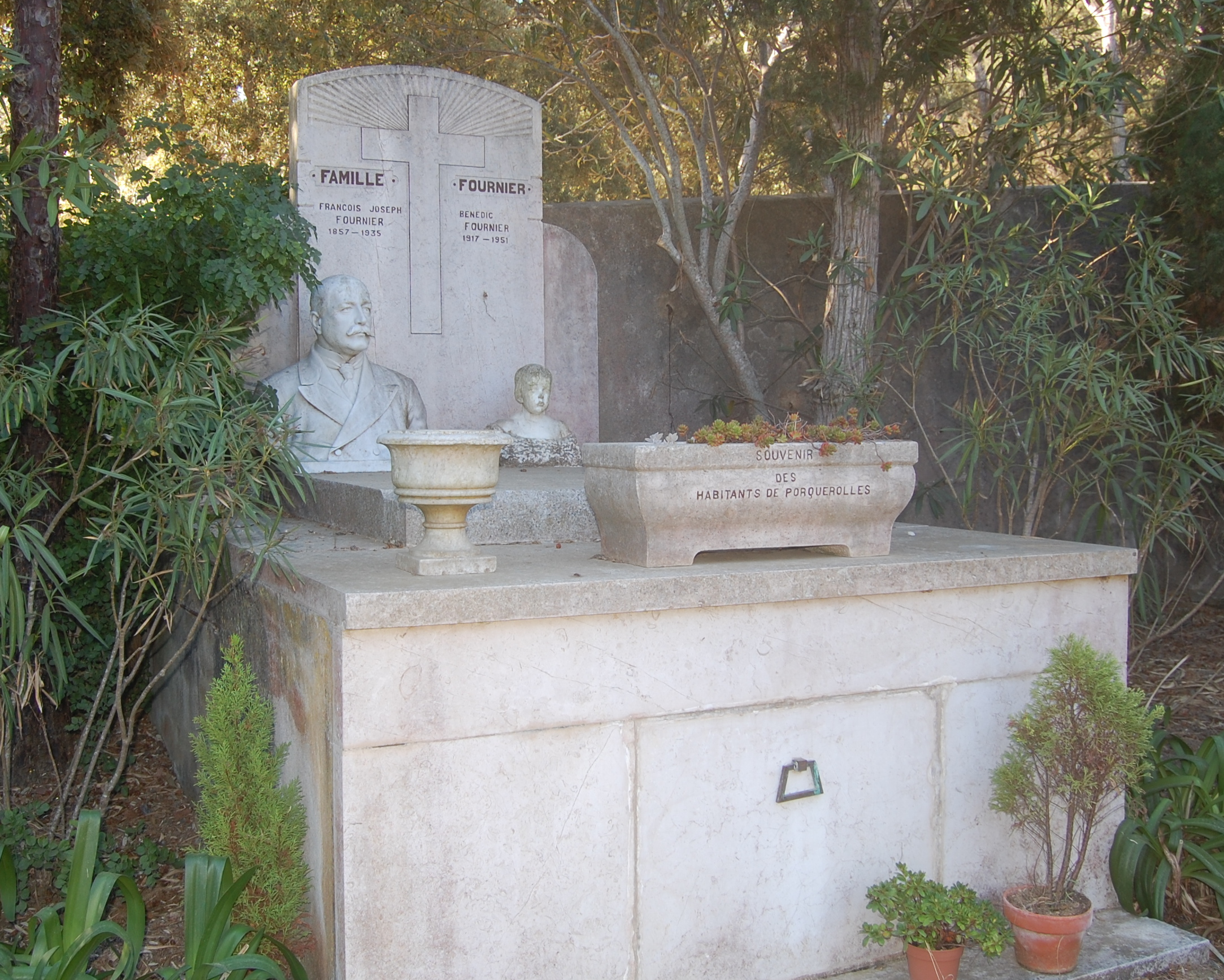
Sa tombe à Porquerolles